# Мираж под наем
„Мираж под наем“ е български телевизионен филм (психологическа драма) от 1991 година на режисьора Христо Христов, по сценарий на Боян Биолчев. Оператор е Атанас Тасев. Музикално оформление – Димитър Герджиков. Художник – Любомир Попов.

## Актьорски състав
| Изпълнител        | Роля      |
| ----------------- | --------- |
| Аня Пенчева       | лекарката |
| Димитър Игнатов   | инженерът |
| Таня Томова       |           |
| Валентин Недялков |           |
| Ана Михайлова     |           |
| Боби Бацанев      |           |